# Myrony
Myrony  (ucraniano: Мирони) es una localidad del Raión de Podilsk en el Óblast de Odesa de Ucrania. Según el censo de 2001, tiene una población de 704 habitantes.